# 古代 (上卢瓦尔省)
古代（法語：Goudet，法語發音：[ɡudɛ]）是法国上卢瓦尔省的一个市镇，位于该省南部，卢瓦尔河畔，属于勒皮区。

## 地理
古代（44°53'21"N, 3°55'32"E）面积4.5 平方千米，位于法国奥弗涅-罗讷-阿尔卑斯大区上盧瓦爾省，该省份为法国中南部省份，北起多姆山省和卢瓦尔省，西接康塔爾省，南至洛泽尔省，东临阿尔代什省。
与古代接壤的市镇（或旧市镇、城区）包括：阿尔朗德、勒布里尼翁、圣马丹德菲热尔、萨莱特。

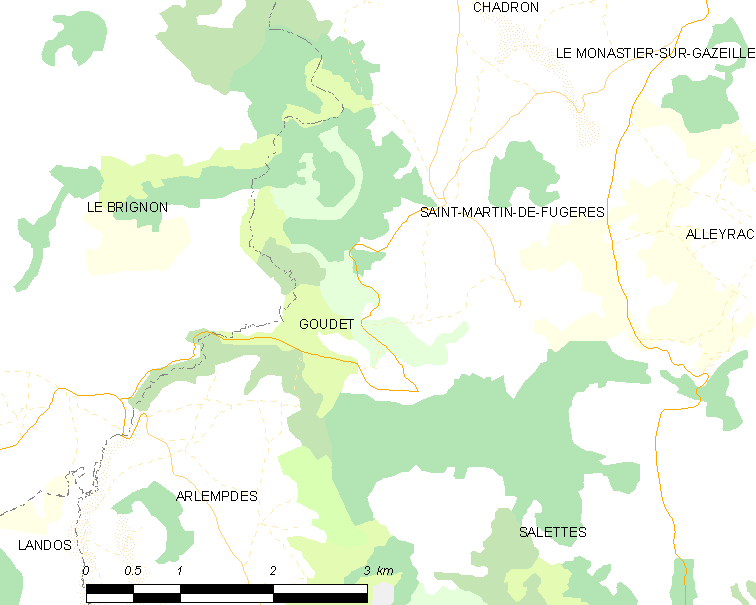
的OSM定位图

古代的时区为UTC+01:00、UTC+02:00（夏令时）。

## 行政
古代的邮政编码为43150，INSEE市镇编码为43101。

## 政治
古代所属的省级选区为梅藏县。

## 人口

1962-2008年间人口变化图示

古代于2022年1月1日时的人口数量为75人。